# ليون جوو
ليون جوو (Léon Jouhaux) هو نقابي فرنسي ولد في باريس في 1 جويلية 1879 وتوفي في 28 أفريل 1954 في باريس. ترأس نقابة الكنفدرالية العامة للشغل وهي أكبر ومن أعرق النقابات في فرنسا. تحصل سنة 1951 على جائزة نوبل للسلام من أجل نضاله السلمي.

## روابط خارجية
- ليون جوو على موقع الموسوعة البريطانية (الإنجليزية)
- ليون جوو على موقع إن إن دي بي (الإنجليزية)